# شراب مار

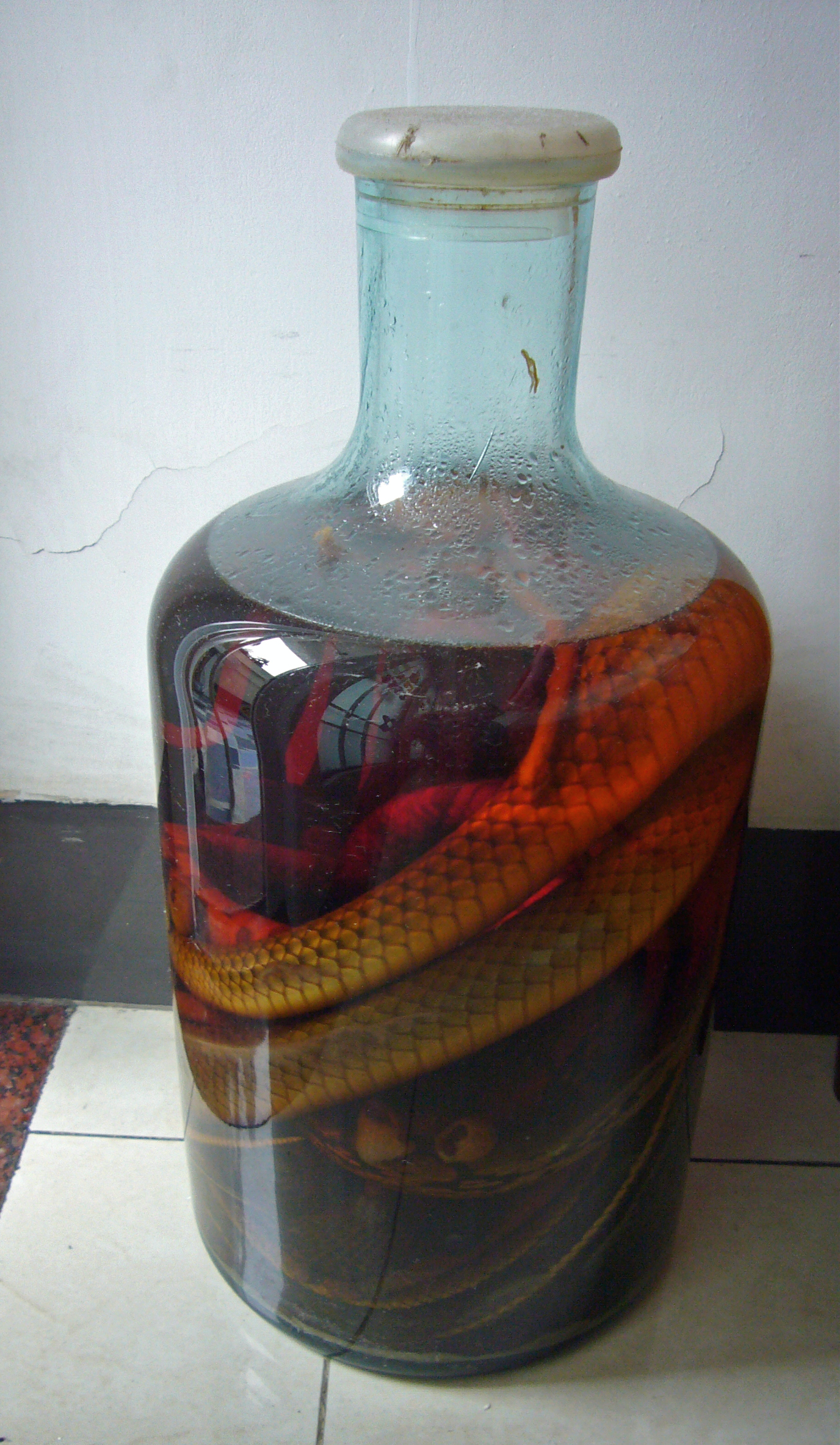
شراب مار

شراب مار به نوعی شراب برنج گفته می‌شود که در بطری حاوی آن یک مار زهردار کبری مرده نگهداری می‌شود. در اغلب موارد مار به همراه یک حشره درون مشروب قرار داده می‌شود زهر مار در مشروب حل می‌شود که به منظور موارد درمانی مورد استفاده قرار می‌گیرد.